# Malubiting
Malubiting, també conegut com a Malubiting Oest, és, amb 7.458 msnm, la segona muntanya més alta de les muntanyes Rakaposhi-Haramosh, una secció de la gran serralada del Karakoram, al Pakistan.

## Situació
El Malubiting es troba al cor de les muntanyes Rakaposhi-Haramosh Mountains, elevant-se sobre la riba nord del riu Indus, entre els seus afluents el riu Hunza i el riu Shigar. És a uns 40 km a l'est-sud-est del Rakaposhi, el cim culminant de la serralada, i a uns 50 km a l'est de la vila de Gilgit, la ciutat més important de la regió.

## Ascensions
El Malubiting va ser intentat infructuosament els anys 1955, 1959, 1968, 1969 i 1970, abans no fos coronada per primera vegada el 1971. Una cordada austríaca, liderada per Horst Schindlbacher aconseguir fer el cim seguint l'aresta nord-est, ascendint el cim Nord i vorejant el Central abans de fer el cim.